# Conor Gallagher
Conor Gallagher (Epsom, Inglaterra, 6 de febrero de 2000) es un futbolista británico que juega en la demarcación de centrocampista para el Atlético de Madrid de la Primera División de España.

## Trayectoria
Se formó en el Chelsea F. C. y en 2019 empezó a acumular cesiones en el Charlton Athletic F. C., el Swansea City A. F. C., el West Bromwich Albion F. C. y el Crystal Palace F. C. antes de hacer su debut con el primer equipo en 2022. En total disputó 95 partidos con los londinenses en los que marcó diez goles y dio el mismo número de asistencias.
El 21 de agosto de 2024 fue traspasado al Atlético de Madrid y firmó un contrato por cinco años.

## Selección nacional
Tras jugar con la selección de fútbol sub-17 de Inglaterra, la sub-18, la sub-19, la sub-20 y la sub-21, finalmente debutó con la selección absoluta el 15 de noviembre de 2021. Lo hizo en un partido de clasificación para la Copa Mundial de Fútbol de 2022 contra San Marino que finalizó con un resultado de 0-10 a favor del combinado inglés tras los goles de Harry Maguire, Emile Smith Rowe, Tyrone Mings, Tammy Abraham, Bukayo Saka, cuatro goles de Harry Kane y un autogol de Filippo Fabbri.

### Participaciones en Copas del Mundo
| Copa              | Sede  | Resultado        | Partidos | Goles |
| ----------------- | ----- | ---------------- | -------- | ----- |
| Copa Mundial 2022 | Catar | Cuartos de final | 0        | 0     |

### Participaciones en Eurocopas
| Copa          | Sede     | Resultado  | Partidos | Goles |
| ------------- | -------- | ---------- | -------- | ----- |
| Eurocopa 2024 | Alemania | Subcampeón | 5        | 0     |

## Estadísticas

### Clubes
Actualizado al último partido disputado el 23 de junio de 2025.
| Club                                  | Div.          | Temporada     | Liga  | Liga  | Liga   | Copas nacionales | Copas nacionales | Copas nacionales | Copas internacionales | Copas internacionales | Copas internacionales | Total | Total | Total  |
| Club                                  | Div.          | Temporada     | Part. | Goles | Asist. | Part.            | Goles            | Asist.           | Part.                 | Goles                 | Asist.                | Part. | Goles | Asist. |
| ------------------------------------- | ------------- | ------------- | ----- | ----- | ------ | ---------------- | ---------------- | ---------------- | --------------------- | --------------------- | --------------------- | ----- | ----- | ------ |
| Charlton Athletic F. C. Inglaterra    | 2.ª           | 2019-20       | 26    | 6     | 2      | 0                | 0                | 0                | ―                     | ―                     | ―                     | 26    | 6     | 2      |
| Charlton Athletic F. C. Inglaterra    | Total club    | Total club    | 26    | 6     | 2      | 0                | 0                | 0                | 0                     | 0                     | 0                     | 26    | 6     | 2      |
| Swansea City A. F. C. Inglaterra      | 2.ª           | 2019-20       | 21    | 0     | 6      | 0                | 0                | 0                | ―                     | ―                     | ―                     | 21    | 0     | 6      |
| Swansea City A. F. C. Inglaterra      | Total club    | Total club    | 21    | 0     | 6      | 0                | 0                | 0                | 0                     | 0                     | 0                     | 21    | 0     | 6      |
| West Bromwich Albion F. C. Inglaterra | 1.ª           | 2020-21       | 30    | 2     | 2      | 2                | 0                | 0                | ―                     | ―                     | ―                     | 32    | 2     | 2      |
| West Bromwich Albion F. C. Inglaterra | Total club    | Total club    | 30    | 2     | 2      | 2                | 0                | 0                | 0                     | 0                     | 0                     | 32    | 2     | 2      |
| Crystal Palace F. C. Inglaterra       | 1.ª           | 2021-22       | 34    | 8     | 3      | 5                | 0                | 2                | ―                     | ―                     | ―                     | 39    | 8     | 5      |
| Crystal Palace F. C. Inglaterra       | Total club    | Total club    | 34    | 8     | 3      | 5                | 0                | 2                | 0                     | 0                     | 0                     | 39    | 8     | 5      |
| Chelsea F. C. Inglaterra              | 1.ª           | 2022-23       | 35    | 3     | 1      | 2                | 0                | 0                | 8                     | 0                     | 0                     | 45    | 3     | 1      |
| Chelsea F. C. Inglaterra              | 1.ª           | 2023-24       | 37    | 5     | 7      | 13               | 2                | 2                | —                     | —                     | —                     | 50    | 7     | 9      |
| Chelsea F. C. Inglaterra              | Total club    | Total club    | 72    | 8     | 8      | 15               | 2                | 2                | 8                     | 0                     | 0                     | 95    | 10    | 10     |
| Atlético de Madrid · España           | 1.ª           | 2024-25       | 32    | 3     | 3      | 6                | 0                | 2                | 12                    | 1                     | 1                     | 50    | 4     | 6      |
| Atlético de Madrid · España           | Total club    | Total club    | 32    | 3     | 3      | 6                | 0                | 2                | 12                    | 1                     | 1                     | 50    | 4     | 6      |
| Total carrera                         | Total carrera | Total carrera | 215   | 27    | 24     | 28               | 2                | 6                | 20                    | 1                     | 1                     | 263   | 30    | 31     |

## Palmarés

### Campeonatos internacionales
| Título                 | Club          | País       | Año  |
| ---------------------- | ------------- | ---------- | ---- |
| Liga Europa de la UEFA | Chelsea F. C. | Inglaterra | 2019 |